# Knights of St. Peter and St. Paul

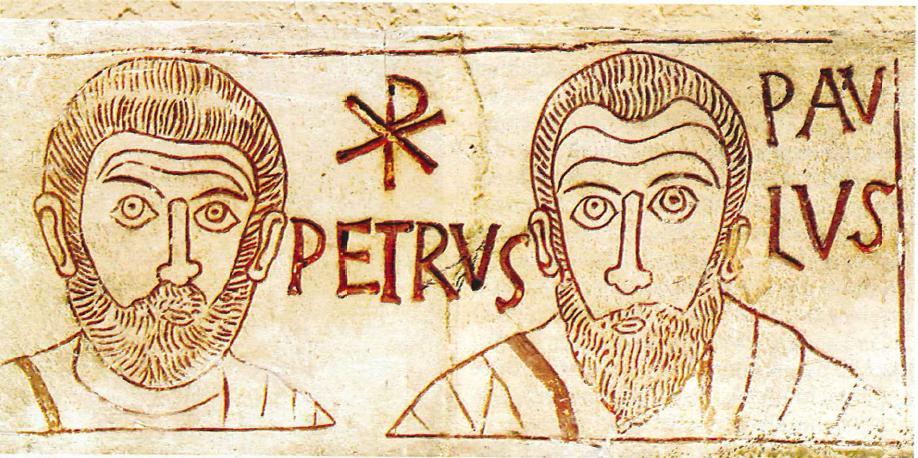
Die Kirchenväter Petrus und Paulus und das Christusmonogramm Chi-Rho (Katakomben in Rom, 4. Jh.)

Confraternity of the Knights of St. Peter & St. Paul (Kurzform Knights of St. Peter and St. Paul, deutsch: Bruderschaft der Ritter von St. Peter & St. Paul) ist eine römisch-katholische Vereinigung von Gläubigen. Die Bruderschaft ist als bürgerlicher Verein (Inc.) registriert und hat ihren Hauptsitz in Melbourne Australien.

## Geschichte und Ziele
Im November 1996 gründete Peter Paul Portelli OSJ in Melbourne die erste Gemeinschaft mit dem Namen „Order of St. Peter & St. Paul“. Sein Anliegen bestand darin, verdienten katholischen Christen für ihre Arbeit zu ehren. Die erste feierliche Investitur erfolgte am 6. Juli 1997 während eines Hochamtes zur Feier der Apostel Peter und Paul. Im Jahre 1998 wurde der Gründer zum Ritter und Großprior der Bruderschaft ernannt. 1999 fand das erste Generalkapitel statt, zum ersten Präsidenten wurde Peter Paul Portelli gewählt, sein Stellvertreter wurde Bruno Rabensteiner, zum Generalsekretär wählte man David Connolly und als Beisitzer die Dame Lillian Calleja und Ritter Eddy Abraham.
Zwischen den Jahren 2005 und 2006 trat eine kleine Resignation ein und im Jahre 2007 trennten sich einige Mitglieder ab. Der Orden regenerierte sich im Jahre 2007 und wurde Verein mit dem Namen „The Order of St. Peter & St. Paul, Inc.“ im Bundesstaat Victoria registriert. Auf Vorschlag des Erzbischofs von Melbourne Denis James Hart wurde im Jahr 2010 auf dem Generalkapitel der heute gültige Name beschlossen. Damit die Bruderschaft die Approbation vom Päpstlichen Rat für die Laien als eine „Vereinigung von Gläubigen“ erhalten konnte, nannte sie sich nun „Confraternity of St. Peter and St. Paul“, Großprior blieb der bisher gewählte Knight Peter Paul Portelli. Am 26. Mai 2010 erhielt die Bruderschaft in Canberra ihre päpstliche Anerkennung durch den Apostolischen Nuntius Erzbischof Giuseppe Lazzarotto ausgehändigt. 2012 wurde auch die Namensänderung zur Confraternity of St. Peter and St. Paul Inc. als eingetragener Verein vollzogen, mit Stand von 2012 zählt die Bruderschaft 104 weibliche und männliche Mitglieder. Das Hauptziel der Bruderschaft besteht darin, humanitäre Hilfe zu gewähren. Ihr Wahlspruch lautet: In hoc signo vinces  (Deutsch: In diesem Zeichen wirst du siegen).

## Ordenskapitel
Die Bruderschaft ist in folgende Ordenskapitel (Chapter) untergliedert:
- Das Großkapitel (Grand Chapter) Melbourne wird vom Großprior (Grand Prior[1]) und gleichzeitig  Großmeister (Grand Master) geleitet. Weitere australische Ordenskapitel sind  West-Australien,  Süd-Australien, Canberra und Sydney diese werden jeweils von einem Prior geleitet.
- Das Kapitel von Argentinien wird durch einen Großprior geleitet
- Das Kapitel Cambridge (Ontario) – Kanada wurde 2014 errichtet und wird von einem Prior der gleichzeitig Knight Commander ist geleitet
- Das Kapitel Deutschland besteht aus dem Kapitel Niedersachsen und Hamburg und wird von einem Prior  in der Ordensklasse eines Knight Commander geleitet
- Das Kapitel Italien wurde 2012 gegründet und wird durch einen Großprior geleitet
- Das Kapitel Malta und Gozo wird durch einen Großprior und geleitet
- Das Kapitel Österreich hat seinen Sitz in Linz und wird von einer  Großpriorin, die als Dame  ausgezeichnet ist, geleitet
- Das Kapitel Peru gründete sich 2012, es wird von einem Prior, der gleichzeitig  Chevalier,  ist geleitet
- Das Kapitel Portugal wird durch einen Prior und Großmeister geleitet
- Das Kapitel Russland wurde 2012 ins Leben gerufen und wird von einem Großprior und Ritter geleitet
- Das Kapitel Toronto – Kanada wurde 2012 eingerichtet und wird durch eine Priorin und Dame geleitet

Weitere Ordensniederlassungen und Vertretungen gibt es in Angola, Argentinien, Kamerun, Kroatien, den Niederlanden und Spanien.

### Chapter Gambia
Eine kleine Ausnahme ergibt sich beim Kapitel Gambia. In Gambia wurde 1989 im Bistum Banjul eine Bruderschaft St. Peter und St. Paul gegründet. Sie ist seit 1992 ein selbstständiges Mitglied der International Alliance of Catholic Knights und schloss sich 2012 als Chapter Gambia der  australischen Bruderschaft an. Das Kapitel wird von einem Großprior und Ritter geleitet.